# Округ Хендерсон (Тексас)
Округ Хендерсон (енгл. Henderson County) је округ у америчкој савезној држави Тексас. По попису из 2010. године број становника је 78.532.

## Демографија
Према попису становништва из 2010. у округу је живело 78.532 становника, што је 5.255 (7,2%) становника више него 2000. године.
| Група             | 2000.          | 2010.          |
| Белци             | 62.124 (84,8%) | 63.494 (80,9%) |
| Афроамериканци    | 4.842 (6,6%)   | 4.887 (6,2%)   |
| Азијати           | 221 (0,3%)     | 328 (0,4%)     |
| Хиспаноамериканци | 5.071 (6,9%)   | 8.490 (10,8%)  |
| Укупно            | 73.277         | 78.532         |